# Stratiomyidae
Las moscas soldados (Stratiomyidae, del griego  στρατιώτης - soldado; μυια - mosca) son una familia de moscas antiguamente ubicadas en el grupo obsoleto Orthorrhapha. La familia contiene 2.700 especies en más de 380 géneros vivientes en el mundo.
Los adultos suelen permanecer cerca del hábitat de las larvas, que se encuentran en una variedad de locales, especialmente humedales, lugares húmedos, suelo, bajo la corteza, en excrementos animales y en material orgánico en descomposición. La subfamilia  Stratiomyinae es un subgrupo que muestra afinidad por los ambientes acuáticos. Las de la subfamilia Nemotelinae son variables en su tamaño y forma, pero generalmente son verde metálicas en total o en parte o imitan a las avispas, con diseños negros y amarillos o verdes y a veces metálicos. A menudo permanecen inactivas, en reposo con las alas plegadas unas sobre otras sobre el abdomen.

## Larva y pupa
Las larvas pueden ser acuáticas o terrestres. Pueden alimentarse de desechos, hongos o ser depredadoras. La larva es del tipo ápodo de forma cilíndrica fusiforme, deprimida dorso ventralmente y con segmentación visible. El tamaño de la larva madura varía según la especie hasta 3 cm. La cabeza es mucho más angosta que el tórax y parcialmente hundida en él. El tegumento está fuertemente esclerotizado, la cutícula contiene inclusiones de carbonato de calcio con cristales hexagonales que forman una micro escultura característica. En las especies acuáticas el último segmento abdominal es fino y más o menos alargado, formando un tubo respiratorio que termina en un penacho de setas hidrofóbicas. Es usado para extraer aire de la superficie mientras la larva permanece sumergida.

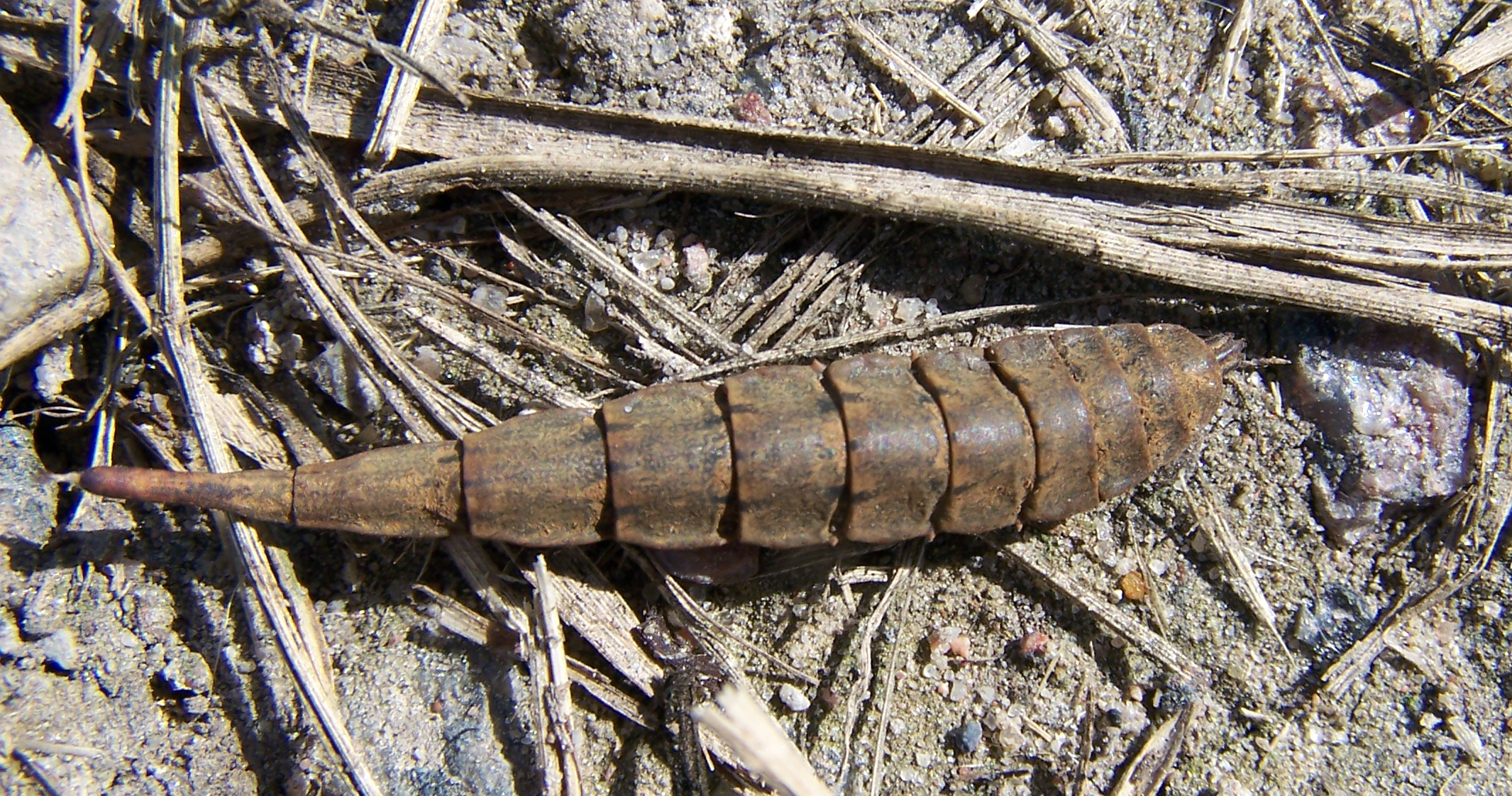
Larva de Stratiomys longicornis
- Larva de Stratiomys longicornis (video)
- Larva de Oplodontha viridula (video)
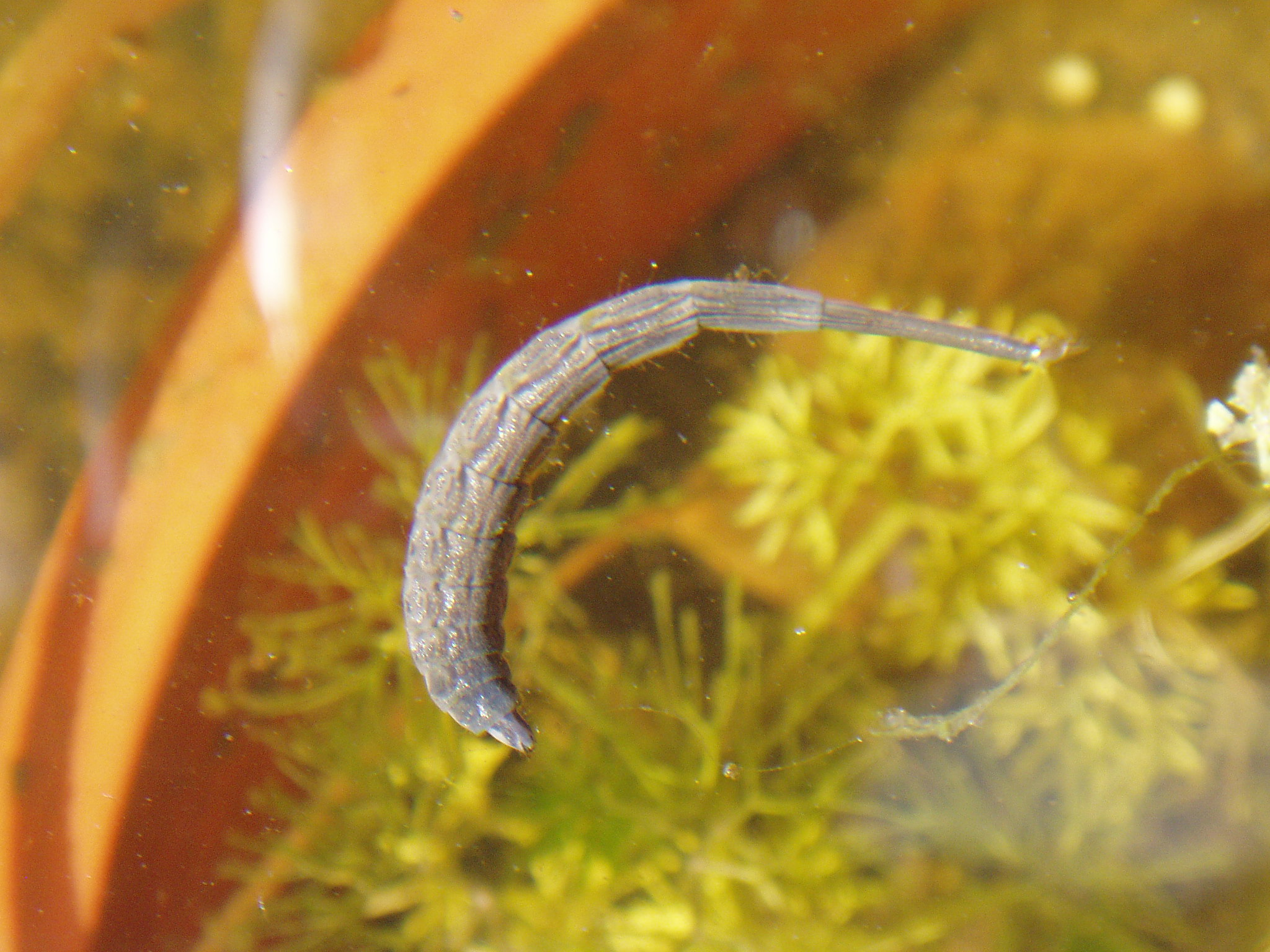
Larva acuática con su tubo respiratorio

La pupa se desarrolla dentro de la exuvia del último estadio larval, un rasgo común de todas las Stratiomyomorpha. Este es un caso de evolución convergente con las Cyclorrhapha, las cuales forman un verdadero pupario.

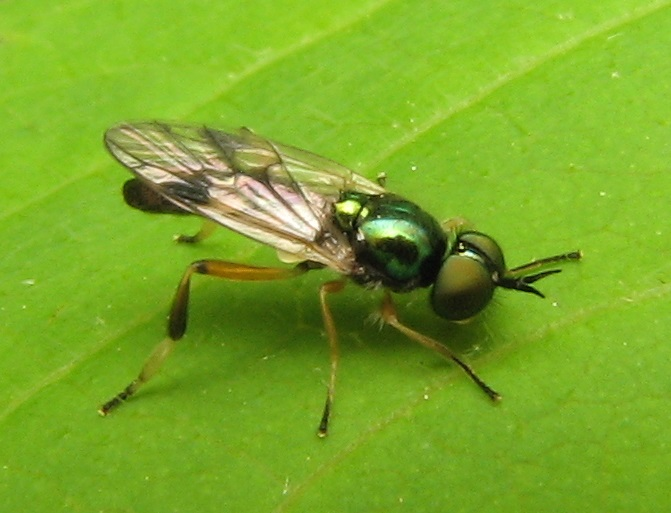
Actina viridis (subfamilia Beridinae)

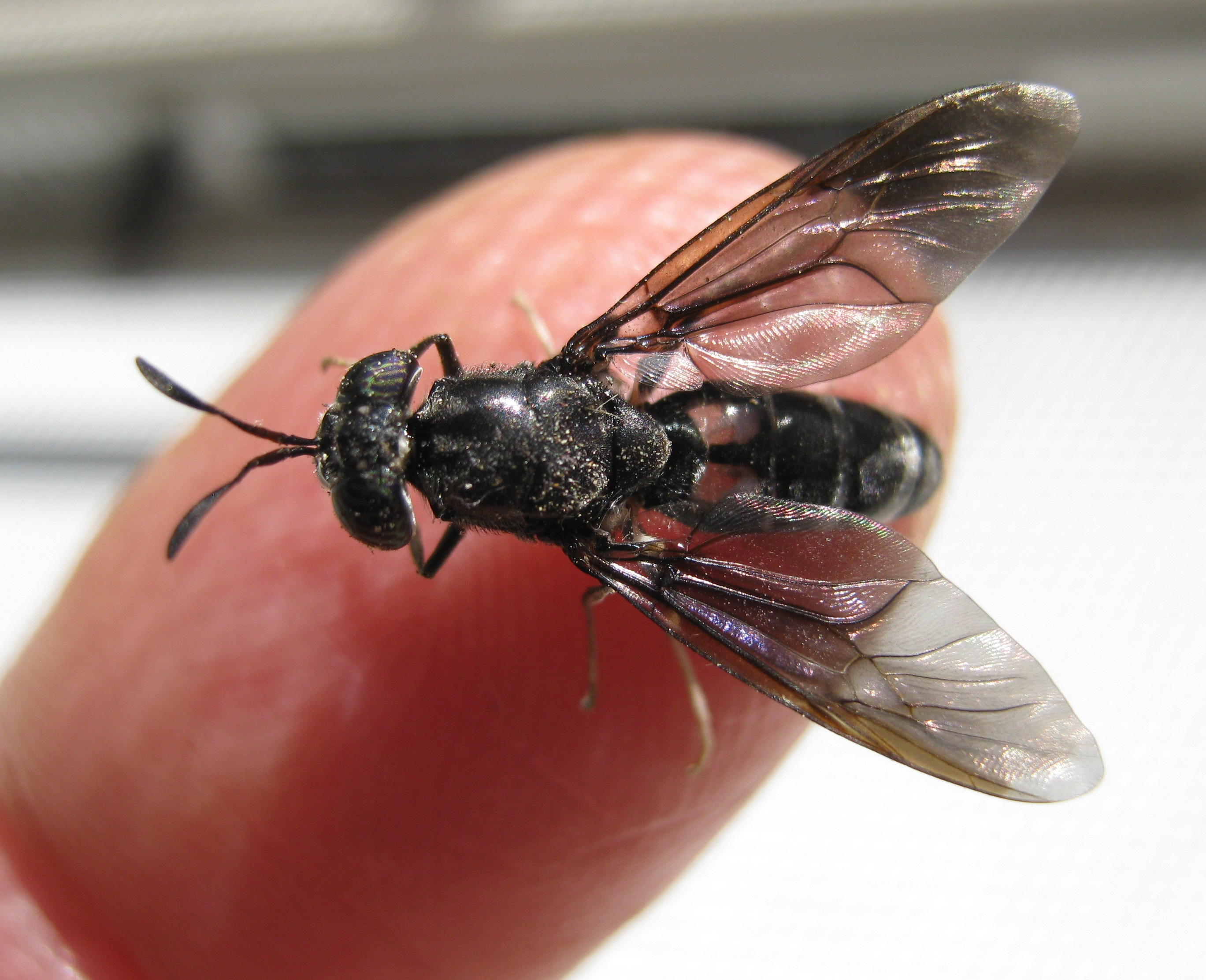
Hermetia illucens (subfamilia Hermetiinae)

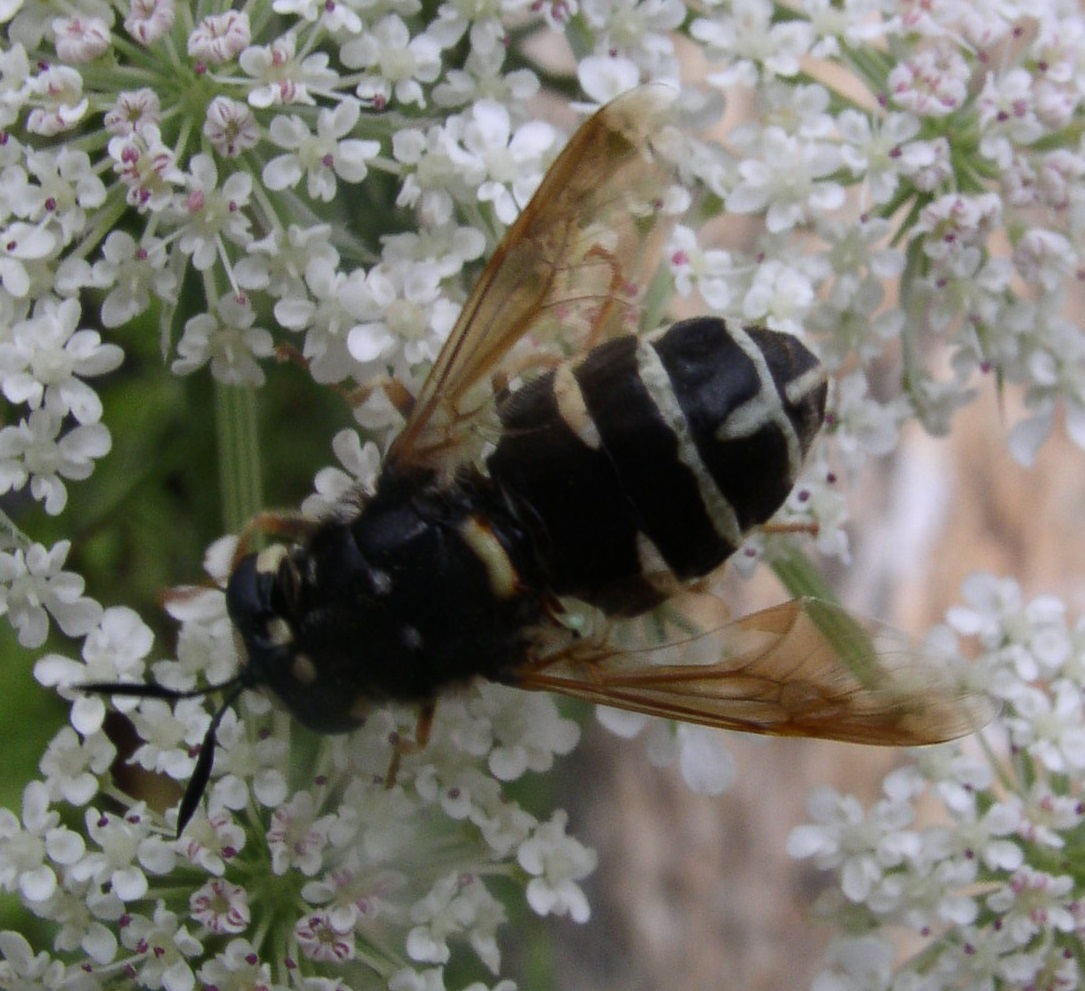
Stratiomys badia (subfamilia Stratiomyinae)

## Sistemática
La familia Stratiomyidae está muy relacionada con la familia Xylomyidae, con la que comparte varias sinapomorfias. Estas forman un clado monofilético con la familia Pantophthalmidae con la que comparten 5 sinapomorfias.[cita requerida]
|  | \| \| Stratiomyidae \| \| \| \| \| \| Xylomyidae \| \| \| \| |
|  |                                                              |
|  | Pantophthalmidae                                             |
|  |                                                              |
|  | Stratiomyidae                                                |
|  |                                                              |
|  | Xylomyidae                                                   |
|  |                                                              |

|  | Stratiomyidae |
|  |               |
|  | Xylomyidae    |
|  |               |

### Subfamilias
- Antissinae
- Beridinae
- Chiromyzinae
- Chrysochlorininae
- Clitellariinae
- Hermetiinae
- Nemotelinae
- Pachygastrinae
- Parhadrestiinae
- Raphiocerinae
- Sarginae
- Stratiomyinae